# Sommer-Paralympics 2024/Teilnehmer (Pakistan)
| stlisierte Goldmedaille | stlisierte Silbermedaille | stlisierte Bronzemedaille |
| ----------------------- | ------------------------- | ------------------------- |
| —                       | —                         | 1                         |

Pakistan entsandte für die Paralympischen Spiele 2024 in Paris einen Leichtathleten. Haider Ali trat im Diskuswurf an und gewann eine Bronzemedaille.

## Teilnehmer nach Sportart

### Leichtathletik
| Athleten   | Klassifizierung | Wettbewerb | Finale       | Finale | Rang   |
| Athleten   | Klassifizierung | Wettbewerb | Zeit/Weite   | Rang   | Rang   |
| ---------- | --------------- | ---------- | ------------ | ------ | ------ |
| Männer     |                 |            |              |        |        |
| Haider Ali | F37             | Diskuswurf | 52,54 m (SB) | 3      | Bronze |

SB: Saison-Bestleistung